# Roald Ramer
Roald Ramer – holenderski brydżysta, World International Master oraz Senior Master (WBF), European Master (EBL).

## Wyniki brydżowe

### Olimpiady
Na olimpiadach uzyskał następujące rezultaty:
| Olimpiady Brydżowe. Zawody teamów | Olimpiady Brydżowe. Zawody teamów | Olimpiady Brydżowe. Zawody teamów    | Olimpiady Brydżowe. Zawody teamów | Olimpiady Brydżowe. Zawody teamów | Olimpiady Brydżowe. Zawody teamów |
| Rok                               | Miejsce                           | Zawody                               | Kategoria                         | Drużyna                           | Pozycja                           |
| --------------------------------- | --------------------------------- | ------------------------------------ | --------------------------------- | --------------------------------- | --------------------------------- |
| 1999                              | Lozanna                           | 2. Mistrzostwa o Wielką Nagrodę MKOL | Open                              | Netherlands                       | 5                                 |
| 1984                              | Seattle                           | 7. Olimpiada Teamów                  | Open                              | Netherlands                       | 11                                |

### Zawody światowe
W światowych zawodach zdobył następujące lokaty:
| Mistrzostwa Świata. Konkurencja teamów | Mistrzostwa Świata. Konkurencja teamów | Mistrzostwa Świata. Konkurencja teamów | Mistrzostwa Świata. Konkurencja teamów | Mistrzostwa Świata. Konkurencja teamów | Mistrzostwa Świata. Konkurencja teamów |
| Rok                                    | Miejsce                                | Zawody                                 | Kategoria                              | Drużyna                                | Pozycja                                |
| -------------------------------------- | -------------------------------------- | -------------------------------------- | -------------------------------------- | -------------------------------------- | -------------------------------------- |
| 2011                                   | Veldhoven                              | 40. Mistrzostwa Świata Teamów          | Seniorzy                               | Netherlands                            | 13                                     |
| 2010                                   | Filadelfia                             | 13. Seria Mistrzostw Świata            | Seniorzy                               | Markowicz                              | 2                                      |
| 2006                                   | Werona                                 | 12. Mistrzostwa Świata                 | Seniorzy                               | Netherlands 1                          | 3                                      |
| 2005                                   | Estoril                                | 37. Mistrzostwa Świata Teamów          | Seniorzy                               | Netherlands                            | 4                                      |
| 2002                                   | Montreal                               | 11. Mistrzostwa Świata                 | Seniorzy                               | Schippers                              | 3                                      |
| 2000                                   | Southampton                            | 34. Mistrzostwa Świata Teamów          | Trans                                  | Markowicz                              | 52                                     |
| 1994                                   | Albuquerque                            | 9. Mistrzostwa Świata                  | Open                                   | Bakker                                 | 33                                     |

| Mistrzostwa Świata. Konkurencja par | Mistrzostwa Świata. Konkurencja par | Mistrzostwa Świata. Konkurencja par | Mistrzostwa Świata. Konkurencja par | Mistrzostwa Świata. Konkurencja par | Mistrzostwa Świata. Konkurencja par |
| Rok                                 | Miejsce                             | Zawody                              | Kategoria                           | Partner                             | Pozycja                             |
| ----------------------------------- | ----------------------------------- | ----------------------------------- | ----------------------------------- | ----------------------------------- | ----------------------------------- |
| 2010                                | Filadelfia                          | 13 Mistrzostwa Świata               | Seniorzy                            | Jerzy Russyan                       | 5                                   |
| 2006                                | Werona                              | 12 Mistrzostwa Świata               | Seniorzy                            | Nico Klaver                         | 1                                   |
| 2002                                | Montreal                            | 11 Mistrzostwa Świata               | Seniorzy                            | Jan-Willem Bomhof                   | 11                                  |
| 1998                                | Lille                               | 10 Mistrzostwa Świata               | Open                                | Gert-Jan Paulissen                  | 5                                   |
| 1994                                | Albuquerque                         | 9 Mistrzostwa Świata                | Open                                | Bas de Bruyn                        | 73                                  |

### Zawody europejskie
W europejskich zawodach zdobył następujące lokaty:
| Zawody europejskie. Konkurencja teamów | Zawody europejskie. Konkurencja teamów | Zawody europejskie. Konkurencja teamów | Zawody europejskie. Konkurencja teamów | Zawody europejskie. Konkurencja teamów | Zawody europejskie. Konkurencja teamów |
| Rok                                    | Miejsce                                | Zawody                                 | Kategoria                              | Drużyna                                | Pozycja                                |
| -------------------------------------- | -------------------------------------- | -------------------------------------- | -------------------------------------- | -------------------------------------- | -------------------------------------- |
| 2009                                   | San Remo                               | 4 Otwarte Mistrzostwa Europy           | Seniorzy                               | Markowicz                              | 18                                     |
| 2007                                   | Antalya                                | 3 Otwarte Mistrzostwa Europy           | Seniorzy                               | NL Senior1                             | 5                                      |
| 2006                                   | Warszawa                               | 48 Mistrzostwa Europy Teamów           | Seniorzy                               | Netherlands                            | 11                                     |
| 2004                                   | Malmö                                  | 47 Mistrzostwa Europy Teamów           | Seniorzy                               | Netherlands                            | 7                                      |
| 1985                                   | Salsomaggiore                          | 37 Mistrzostwa Europy Teamów           | Open                                   | Netherlands                            | 7                                      |
| 1981                                   | Birmingham                             | 35 Mistrzostwa Europy Teamów           | Open                                   | Netherlands                            | 12                                     |
| 1979                                   | Lozanna                                | 34 Mistrzostwa Europy Teamów           | Open                                   | Netherlands                            | 14                                     |

| Zawody europejskie. Konkurencja par | Zawody europejskie. Konkurencja par | Zawody europejskie. Konkurencja par | Zawody europejskie. Konkurencja par | Zawody europejskie. Konkurencja par | Zawody europejskie. Konkurencja par |
| Rok                                 | Miejsce                             | Zawody                              | Kategoria                           | Partner                             | Pozycja                             |
| ----------------------------------- | ----------------------------------- | ----------------------------------- | ----------------------------------- | ----------------------------------- | ----------------------------------- |
| 2009                                | San Remo                            | 4 Otwarte Mistrzostwa Europy        | Seniorzy                            | Victor Melman                       | 12                                  |
| 2007                                | Antalya                             | 3 Otwarte Mistrzostwa Europy        | Seniorzy                            | Nico Klaver                         | 4                                   |
| 2001                                | Sorrento                            | 11 Mistrzostwa Europy Par           | Seniorzy                            | Jan-Willem Bomhof                   | 3                                   |
| 1999                                | Warszawa                            | 10 Mistrzostwa Europy Par           | Open                                | Gert-Jan Paulissen                  | 26                                  |
| 1987                                | Paryż                               | 4 Mistrzostwa Europy Par            | Open                                | Bas de Bruyn                        | 65                                  |